# Satoshi Ōmura
Satoshi Ōmura (大村 智, Ōmura Satoshi) est un biochimiste japonais, prix Nobel de médecine (2015), né le 12 juillet 1935 à Nirasaki dans la préfecture de Yamanashi.

## Biographie
Satoshi Ōmura est le deuxième fils de la famille Ōmura. Après avoir été diplômé de l'université de Yamanashi en 1958, il est nommé professeur de sciences au lycée métropolitain Sumida Tech de Tokyo. En 1960, il devient auditeur du cours de Koji Nakanishi à l'université d'éducation de Tōkyō, un an plus tard, il s'inscrit à l'Université des sciences naturelles de Tokyo (TUS) et étudie les sciences. Ōmura reçoit son M.S. diplôme de TUS et son doctorat en sciences pharmaceutiques de l'université de Tokyo (1968) et un doctorat. en chimie chez TUS (1970).
Depuis 1965, Ōmura travaille à l'Institut Kitasato. De 1970 à 1990, il est également chargé de cours à temps partiel à l'université des sciences naturelles de Tokyo.
En 1971, il est professeur invité à l'université Wesleyenne, où il consulte le président de l'American Chemical Society, Max Tishler, lors d'une conférence internationale canadienne. Enfin, ils ont réussi à acquérir des frais de recherche auprès de Merck & Co.. Ōmura envisage de poursuivre ses recherches aux États-Unis, mais il a finalement décidé de revenir au Japon. En 1973, il est nommé directeur du laboratoire d'antibiotiques de l'Université Kitasato (en) et a également commencé des recherches en collaboration avec Merck & Co.. En 1975, il est nommé professeur de l'Université de Kitasato School of Pharmacy. Pendant ce temps, le laboratoire d'Ōmura réunit de nombreux chercheurs et forme 31 professeurs d'université et 120 médecins.[réf. nécessaire]
Satoshi Ōmura, docteur en pharmacie et docteur ès-sciences, a été professeur à l'Université de Kitasato (en) à Tokyo.
Il est associé étranger de l'Académie des sciences française.
Il est lauréat du prix Nobel de physiologie ou médecine 2015 avec William C. Campbell pour leurs recherches sur l'ivermectine, et avec Tu Youyou.

## Mycologie
Il est notamment le co-auteur de la description de Albophoma yamanashiensis, l'unique espèce du genre Albophoma,.
Depuis les années 1970, Ōmura découvre plus de 480 nouveaux composés, il existe vingt-cinq types de médicaments et de réactifs utilisés. En outre, des composés ayant une structure et une activité biologique uniques découvertes par Omura attirent l'attention en tant que composés principaux dans la recherche de découverte de médicaments, et de nouveaux médicaments anticancéreux et similaires ont été créés.[réf. nécessaire]